# Pierre Gautherat
Pierre Gautherat (Colmar, 16 de enero de 2003) es un ciclista profesional francés que compite con el equipo Decathlon AG2R La Mondiale Team.

## Biografía
Pierre nació en Colmar el 16 de enero de 2003. Comenzó a andar en bicicleta en el club MJC Buhl. Entonces miembro del equipo AG2R Citroën U19, Pierre Gautherat fue seleccionado en 2021 para el equipo francés para competir en Campeonato Mundial de Ciclismo en Ruta Junior. Formando parte del grupo de siete corredores que luchaban por la victoria, se cayó a pocos kilómetros de meta y finalizó en la 39.ª posición. En agosto de 2022 se unió al AG2R Citroën Team como stagiaire (aprendiz) con la perspectiva de convertirse en profesional, fue décimo en la Primus Classic en septiembre. Finalmente se convirtió en profesional a principios del año 2023.

## Palmarés
2023
- 2 etapas de la Carrera de la Paz sub-23

2025
- 1 etapa de los Cuatro Días de Dunkerque

## Equipos
- AG2R Citroën Team (stagiaire) (08.2022-12.2022)
- AG2R (2023-)
  - AG2R Citroën Team (2023)
  - Decathlon AG2R La Mondiale Team (2024-)